# Edwardsina tasmaniensis
Edwardsina tasmaniensis је инсект из реда Diptera и породице Blepharoceridae.

## Распрострањење
Ареал врсте је ограничен на једну државу. Аустралија је једино познато природно станиште врсте.

## Станиште
Станиште врсте су речни екосистеми.

## Угроженост
Ова врста је крајње угрожена и у великој опасности од изумирања.